# San Marcos Contla
San Marcos Contla es una localidad del municipio de Papalotla de Xicohténcatl, se encuentra a 3 kilómetros de distancia de Papalotla (la cabecera municipal). 
Se trata de una localidad prominente mente rural , ya que su principal actividad económica es la agricultura, pero también cuenta con grandes empresas como es el caso de las plantas Porcel I y II de la firma mexicana Porcelanite que se encuentran sobre la Carretera Santa Ana Chiautempan- Puebla. 
El clima predominante es subhúmedo, presenta una temperatura media anual de 23.97 °C, con mínimas de 5.55 °C.